# (6818) Sessyu
(6818) Sessyu (1983 EM1) – planetoida z pasa głównego asteroid okrążająca Słońce w ciągu 3,3 lat w średniej odległości 2,22 j.a. Odkryta 11 marca 1983 roku.